# Cerkev Matere Božje od zdravja, Piran
Cerkev Matere Božje od zdravja, znana tudi kot cerkev svetega Klementa, kateremu je bila nekoč posvečena, je ena izmed cerkva v Piranu. Stoji na Prešernovem nabrežju. V marsikaterem turističnem vodniku ali na zemljevidu je označena kot sveti Klement.
Cerkev je omenjena že v 13. stoletju. Sedanjo podobo je dobila po številnih prenovitvenih delih leta 1773 ter po zadnji temeljiti restavraciji leta 1890. Posvečena je bila enemu prvih rimskih papežev, svetemu Klemnu (ali Klementu). Zaradi strahotne kuge, ki je v Istri razsajala v 17. stoletju, so cerkev preimenovali v cerkev Matere Božje od zdravja (Beata Vergine della Salute), ki je bila kakor sveti Rok priprošnjica pred kugo. V zvoniku je en majhen zvon.